# Кай Ескелінен
Кай Ескелінен (швед. Kaj Eskelinen, нар. 21 лютого 1969) — шведський футболіст, що грав на позиціях півзахисника і нападника.

## Ігрова кар'єра
У дорослому футболі дебютував 1987 року виступами за команду «Вестра Фрелунда», в якій провів два сезони, взявши участь у 46 матчах чемпіонату. 
Згодом з 1990 по 1992 рік грав за «Гетеборг», у складі якого виборов два титули чемпіона Швеції та ставав володарем Кубка Швеції. У переможному для команди сезоні 1990 року забив 10 голів, чого виявилося достатньо аби стати найкращим бомбардиром першості.
Протягом 1993 року грав у Норвегії за «Бранн», після чого повернувся на батьківщину, приєднавшись до «Юргордена». Відіграв за команду зі Стокгольма наступні три сезони своєї ігрової кар'єри. Більшість часу, проведеного у складі «Юргордена», був основним гравцем команди і одним із її головних бомбардирів, маючи середню результативність на рівні 0,37 гола за гру першості.
Згодом протягом 1998—2000 років захищав кольори «Гаммарбю», де також був важливою фігурою у нападі команди, а завершував ігрову кар'єру в «Кафе Опера», за який виступав протягом 2001—2002 років.

## Титули і досягнення

### Командні
- Чемпіон Швеції (2):

«Гетеборг»: 1990, 1991
- Володар Кубка Швеції (1):

«Гетеборг»: 1991

### Особисті
- Найкращий бомбардир чемпіонату Швеції (1):

1990 (10 голів)